# Gia Long
Cette page contient des caractères spéciaux ou non latins. S’ils s’affichent mal (▯, ?, etc.), consultez la page d’aide Unicode.
Pour les articles homonymes, voir Long.
Gia Long (嘉隆帝 en chữ nôm), né à Hué en 1762, connu dans sa jeunesse sous le nom de Nguyễn Phúc Ánh, mort au même endroit le 3 février 1820, est le fondateur de la dynastie impériale des Nguyễn qui régna sur le Đại Việt, dont il changea le nom en  Viêt Nam en 1802, et dont la dynastie poursuivra le règne sur ce dernier jusqu'en 1945.

## Biographie
Gia Long est le titre impérial que prit le 31 mai 1802, le prince Nguyễn Phúc Ánh, lorsque la famille Nguyễn unifia sous son autorité l'ensemble de l'ancien Đại Việt, rebaptisé Viêt Nam. Celui-ci s'étend alors de la frontière de Lang Son jusqu'à la pointe de Cà Mau sur le golfe du Siam. « Gia Long » résulte de la combinaison de « Gia », de « Gia Định », l'ancien nom de Saïgon et « Long », de « Thăng Long », l'ancien nom de Hanoï (Hà-Nội).
Nguyễn Phúc Ánh est un petit-fils de Nguyễn Phuoc Khoat. À 16 ans, sa famille (qui, depuis le XVe siècle, règne au nom de la dynastie des Lê sur les marches du Sud Đại Việt) a été renversée par les Tây Sơn, et tous ses parents sont tués. Il se réfugie à la mission du vicaire apostolique Pigneau de Behaine dans le delta du Mékong et parcourt ensuite toute la Cochinchine, gagnant le surnom de « général Gia Định ».
En 1787, le petit traité de Versailles alliant la France et le Đại Việt, est paraphé  par le comte de Vergennes et le comte de Montmorin pour le roi Louis XVI, et par le fils, âgé de cinq ans, de Nguyễn Phúc Cảnh à qui il avait confié le sceau impérial, accompagné de l'évêque in partibus d'Adran, Mgr Pigneau de Behaine. Ce traité ne fut jamais honoré par les autorités françaises et Pierre Pigneau de Behaine monta, sur son initiative personnelle, une expédition avec des volontaires français avec l'aide de donateurs, pour poursuivre la mission sur laquelle s'était accordée la France par le traité.
Il fait construire la citadelle de Saïgon en 1790.
En 1802, il prend le pouvoir et réunifie le Đại Việt séparé par la guerre civile depuis le XVIIe siècle. Pour venger les membres de sa famille tués par les Tây Sơn, il fait torturer et mettre à mort ses ennemis, comme la générale Bùi Thị Xuân et sa fille, le fils de l'empereur Quang Trung, le roi Nguyễn Quang Toản, etc. Pour des raisons politiques, il n'hésite pas non plus à tuer les gens qui l'ont servi avec dévouement lorsqu'il était encore un jeune prince, Nguyễn Văn Thành ou encore Ðặng Trẫn Thường. C'est pour cette raison qu'on le compare souvent à Liu Bang (vietnamien: Lưu Bang), le grand empereur des Han ayant réservé le même traitement à ses anciens compagnons de route. Néanmoins, il sait faire preuve de justice et de pitié : ayant appris que Nguyễn Văn Thành était en fait innocent du crime dont on l'accusait, il donne l'ordre de libérer sa famille et restitue à celle-ci tous les biens et les titres confisqués.
On trouve aussi son attachement profond à la vie de ses subordonnés à travers le message qu'il avait adressé à son beau-frère, le général Võ Tánh chargé de défendre Qui Nhon, ou à l'évêque Pigneau de Behaine, son père spirituel et son conseiller militaire, à travers la cérémonie organisée à la mort de ce dernier. C'était aussi un guerrier séducteur. Ses égards envers la reine Ngọc Bích, la dernière fille du dernier roi de la dynastie Lê, femme de son adversaire, le jeune roi Canh Thình (fils du roi Quang Trung) est exemplaire. Elle devient ensuite sa première concubine, et lui donne deux fils. C'est en son honneur que naquit ce dicton vietnamien :
« Số đâu mà số lạ lùng
Con vua mà lấy hai chồng làm vua »
Traduction :
« Le sort est tellement bizarre
La fille du roi est mariée deux fois avec deux rois. »
L'empereur Gia Long autorisa les missionnaires chrétiens français à évangéliser le Viêt Nam

## Bilan de son règne
Durant son règne, il choisit Huế comme capitale impériale et y fit construire la Cité Impériale.
Entre autres réalisations, le Cambodge fut vassalisé, un service postal efficace fut créé ainsi que des silos publics de stockage en prévision d'années de famine.
Il y a eu aussi des réformes significatives au niveau monétaire et juridique.